# Piccadilly Medal
O Piccadilly Medal foi um torneio masculino de golfe profissional, que foi disputado entre 1962 e 1976. Integrava no calendário da PGA European Tour entre 1972 e 1976. Até 1967, o torneio usava o sistema de jogo por tacadas e, a partir do ano seguinte, em 1968, começou a ser disputado no formato de jogo por buraco.